# 유나이티드 인터내셔널 픽처스
유나이티드 인터내셔널 픽처스(United International Pictures)는 1970년 4월 9일에 Cinema International Corporation라는 이름으로 설립된 직배회사로써, 유니버설 픽처스, 파라마운트 픽쳐스에서 제작한 영화 작품을 미국과 캐나다를 제외한 국가에 배급하는 회사이다.

## 같이 보기
- 유니버설 픽처스
- 파라마운트 픽처스
- 드림웍스
- 메트로 골드윈 메이어
- 유나이티드 아티스츠